# 507 Laodica
507 Laodica è un asteroide della fascia principale del diametro medio di circa 43,78 km. Scoperto nel 1903, presenta un'orbita caratterizzata da un semiasse maggiore pari a 3,1555679 UA e da un'eccentricità di 0,0936020, inclinata di 9,51574° rispetto all'eclittica.
Il nome fa riferimento a Laodice, una delle cinque figlie di Priamo ed Ecuba, la quale si innamorò perdutamente di Acamante, figlio di Teseo, inviato come ambasciatore dagli Achei a Troia per reclamare Elena.